# Rodrigo Delfim Pereira
Rodrigo Delfim Pereira ComC • ComA (São José, 4 de Novembro de 1823 – Santos-o-Velho, 31 de Janeiro de 1891) foi um diplomata brasileiro, filho legitimado do imperador Dom Pedro I do Brasil e de sua amante, Maria Benedita de Castro Canto e Melo, a Baronesa de Sorocaba.

## Família
Desde o início foi considerado como filho ilegítimo do imperador Pedro I do Brasil, fruto de uma relação extraconjugal com Maria Benedita de Castro Canto e Melo, Baronesa de Sorocaba (pelo seu casamento com Boaventura Delfim Pereira, 1º Barão de Sorocaba).
A confirmação deste fato foi dada pelo Testamento do Imperador (feito em Paris a 21 de Janeiro de 1832, no Notário Público Noel Lecour, na Rue de la Paix), o qual, deixando a terça aos seus filhos ilegítimos, ali o mencionar, e recomenda, com a sua proteção e amparo, a imperatriz Amélia de Leuchtenberg.

## Biografia

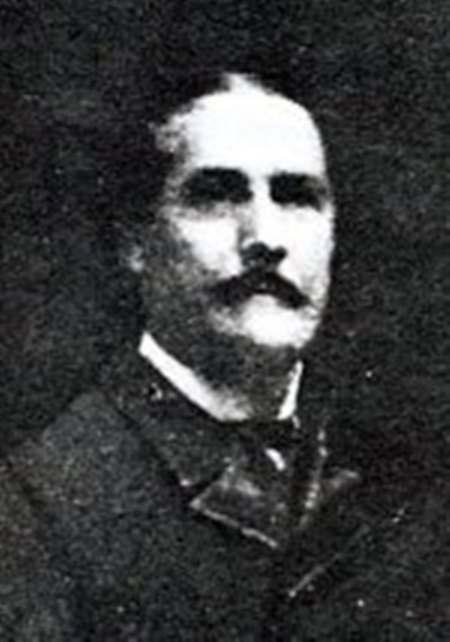
Uma das únicas fotografias conhecidas de Rodrigo Delfim Pereira

Foi o Ministro do Brasil nas cidades de Berlim, Paris, Hamburgo, etc.
1.º Senhor da Quinta das Murtas, na Freguesia de Santa Maria e São Miguel, Sintra.
| “ | Dezembro 1909. O Mardel é um homemzinho pitoresco e anecdotico que conhece Lisboa como as suas mãos. Ninguem como elle desenha um tipo ou vae ao passado buscar uma figura. Sabe tudo e inventa o resto. É um prazer ouvil-o. Constroe genealogias, negoceia em bric-à-brac e escreve satyras. D'uma vez, a um figurão que se dizia filho natural de D. Pedro IV e que mostrava desvanecido a toda a gente o retrato do rei que tinha na sala, perguntando: - Hein, com quem se parece?... - escreveu elle a seguinte quadra: Do Imperador, de quem diz que é filho, Tem o retrato na sala, Mas da p... que o pariu Não tem retrato nem fala... | ” |

### Condecorações
- Comendador da Ordem Militar de Cristo, em Portugal[1][3]
- Comendador da Ordem Militar de Avis, em Portugal[1][3]
- Cavaleiro da Ordem Nacional da Legião de Honra, de França[1][3]

Faleceu aos 67 anos de uma síncope cardíaca, pelas dezasseis horas do dia 31 de Janeiro de 1891, na Rua dos Capelistas, freguesia de Santos-o-Velho, sendo sepultado em jazigo particular no Cemitério dos Prazeres. Deixa três filhos, a mulher e inúmeros netos.

## Casamento e descendência
Casou-se no Rio de Janeiro a 14 de Novembro de 1851 com D. Carolina Maria Bregaro (Rio de Janeiro, 14 de Janeiro de 1836 - Santos-o-Velho, 30 de Dezembro de 1915), filha de Manuel Maria Bregaro, natural do Brasil, e de sua mulher Célestine Clémence Amyot, natural de Paris, com quem teve três filhos:
- D. Carolina Maria de Castro Pereira (Berlim, 16 de Agosto de 1854 - Santos-o-Velho, 5 de Dezembro de 1878), casada a 24 de Janeiro de 1876 com Pedro Maurício Correia Henriques, 2.º Visconde de Seisal e 2.º Conde de Seisal, de quem foi primeira mulher, com geração;
- Dr. D. Manuel Rodrigo de Castro Pereira (Paris, 1 de Maio de 1858 - Santos-o-Velho, 15 de Fevereiro de 1921), Bacharel em Direito pela Faculdade de Direito da Universidade de Coimbra, 2.º Senhor da Quinta das Murtas, na Freguesia de Santa Maria e São Miguel, Sintra, casado a 18 de Maio de 1885 com D. Cecília Maria van Zeller (São Paulo, 26 de Dezembro de 1867 - Santos-o-Velho, 21 de Janeiro de 1959), filha de Eduardo van Zeller (Porto, Vitória, 29 de Novembro de 1819 - Sintra, Santa Maria e São Miguel, 5 de Agosto de 1889) e de sua mulher Isabel Eugénia Cairns, de quem teve doze filhos e filhas, uma delas mãe de Francisco José Pereira Pinto Balsemão;
- D. Maria Germana de Castro Pereira (Hamburgo, Alemanha, 19 de Junho de 1860 - Sintra, 5 de Novembro de 1954), Dama Camarista da Rainha D. Amélia de Orleães, casada a 28 de Abril de 1884 com seu cunhado Pedro Maurício Correia Henriques, 2.º Visconde de Seisal e 2.º Conde de Seisal, de quem foi segunda mulher, com geração extinta;

Teve um filho natural:
- D. Pedro Rodrigues Pereira (Lisboa, 1844 - San Juan, 1866), solteiro e sem geração.